# Асмат (район)
Асмат — район в северо-западной части провинции (зобе) Ансэба Эритреи с административным центром в городе Асмате.